# Jakob Schaefer
Jakob Schaefer (* 20. Mai 1890 in Cappel; † 12. April 1971 in Karlovy Vary, ČSSR) war ein deutscher Politiker (KPD) und ehemaliger Abgeordneter des Landtags des Volksstaates Hessen in der Weimarer Republik.

## Leben
Jakob Schaefer war der Sohn von Johannes Schaefer und dessen Frau Elisabeth, geborene Hennier.
1919 wurde er Mitglied der KPD an und war später Vorsitzender der KPD-Ortsgruppe und Stadtverordneter in Bad Nauheim. Er heiratete im Juni 1921 Cäcilie („Cilly“) Tannenberg, die später auch KPD-Landtagsabgeordnete wurde. Er arbeitete als Schneider in Bad Nauheim und gehörte von 1927 bis 1931 für die KPD dem Hessischen Landtag an. Da er sich nach dem RFB-Verbot im Juni 1929 mit seinem Fraktionskollegen Hermann Sumpf demonstrativ in der Uniform des Rot-Frontkämpferbundes in den Landtag begab, wurde er für vier Sitzungstage von den Plenartagungen ausgeschlossen.
Im Juni 1933 wurde Schaefer verhaftet und im KZ Osthofen in „Schutzhaft“ genommen. Nach seiner Freilassung verließ er mit seiner Frau Bad Nauheim, siedelte nach Marburg um und war ab 1934 als Hausschneider tätig. Nach dem 20. Juli 1944 wurde Schaefer erneut festgenommen und ins KZ Sachsenhausen verbracht. Im Frühjahr 1945 wurde er auf dem Todesmarsch nach Mecklenburg befreit.
1945 wurde er wieder Mitglied der KPD Hessen und Stadtverordneter in Marburg. Er gehörte zusammen mit seiner Frau der Marburger Vereinigung der Verfolgten des Naziregimes (VVN-BdA e. V.) an. Nach dem KPD-Verbot 1956 engagierte sich das Ehepaar Schaefer in der Deutschen Friedensunion, 1968 traten beide in die Deutsche Kommunistische Partei (DKP) ein. Jakob Schaefer starb 1971 während eines Kuraufenthaltes in der ČSSR. In Marburg wurde das mittlerweile nicht mehr existierende Parteihaus der DKP nach Jakob und Cäcilie Schaefer benannt.